# Bretoncelles
Bretoncelles je francouzská obec v departementu Orne v regionu Normandie. Žije zde přibližně 1 500 obyvatel.

## Geografie
Obec leží na jihovýchodě departementu Orne u jeho hranic s departementem Eure-et-Loir, tedy i u hranic regionu Normandie s regionem Centre-Val de Loire.

### Sousední obce
| Růžice kompasu | Moutiers-au-Perche      | La Madeleine-Bouvet | Le Pas-Saint-l'Homer Meaucé (Eure-et-Loir) | Růžice kompasu |
| Růžice kompasu | Rémalard en Perche      | Sever               | Vaupillon (Eure-et-Loir)                   | Růžice kompasu |
| Růžice kompasu | Rémalard en Perche      | Bretoncelles        | Vaupillon (Eure-et-Loir)                   | Růžice kompasu |
| Růžice kompasu | Rémalard en Perche      | Jih                 | Vaupillon (Eure-et-Loir)                   | Růžice kompasu |
| Růžice kompasu | Saint-Germain-des-Grois | Sablons sur Huisne  | Saint-Victor-de-Buthon (Eure-et-Loir)      | Růžice kompasu |